# Simfonia núm. 5 (Vaughan Williams)
La Simfonia núm. 5 en re major va ser escrita pel compositor anglès Ralph Vaughan Williams entre 1938 i 1943. En l'estil, representa un desplaçament de la violenta dissonància de la seva Quarta Simfonia, i un retorn a l'estil més suau de l'anterior Simfonia Pastoral.
Molts dels temes musicals de la Cinquena Simfonia provenen de l'obra operística inacabada de Vaughan Williams, The Pilgrim's Progress. Aquesta òpera, o "moralitat", com va preferir anomenar-la Vaughan Williams, feia dècades que estava en gestació, i el compositor l'havia abandonat temporalment en el moment en què es va concebre la simfonia. Malgrat els seus orígens, la simfonia no té contingut programàtic.
L'obra va tenir un èxit immediat a la seva estrena l'any 1943, i s'interpreta amb freqüència en concerts i discos.

## Història

### Origen i context
L'any 1935 Vaughan Williams havia causat sorpresa i fins i tot commoció amb la seva Quarta simfonia, una peça estrident i dissonant en gran contrast amb el seu predecessor tranquil i contemplatiu, A Pastoral Symphony (1922). Després d'això va experimentar un bloqueig temporal d'escriptor, abans de començar a escriure la Cinquena Simfonia el 1938. Feia més de trenta anys que treballava de manera intermitent en el que va ser la seva òpera (o "Moralitat") The Pilgrim's Progress. Vaughan Williams primer havia escrit música per a The Pilgrim’s Progress de Bunyan el 1906 per a una dramatització al Priorat de Reigate. El 1922 va establir un "Episodi Pastoral" del llibre com la seva primera òpera, l'acte d'un sol acte "Els pastors de les muntanyes delicioses". El 1942–43 va compondre música incidental per a una adaptació del llibre a la BBC Radio. La culminació del seu treball sobre el llibre de Bunyan va ser The Pilgrim's Progress, estrenada el 1951. Creient que l'òpera potser no s'acabaria mai, va decidir incorporar algunes de les seves idees i temes a altres obres, sobretot la Cinquena Simfonia.
La simfonia estava prou completa a finals de 1942 perquè el compositor preparés una transcripció per a dos pianos, que dos amics li van tocar a finals de gener de 1943. Tots els dubtes que tenia sobre la peça es van dissipar quan va escoltar la primera presentació orquestral el 25 de maig. Va trobar que la simfonia deia el que ell volia dir.
Vaughan Williams va dedicar la simfonia a Jean Sibelius. El musicòleg JPE Harper-Scott ha anomenat Sibelius "la influència preferida" entre els simfonistes britànics durant els anys entre les dues guerres mundials, citant la Primera Simfonia de Walton, les set de Bax i les cinc primeres de Havergal Brian. L'adscripció publicada diu "Dedicat sense permís a Jean Sibelius". Sir Adrian Boult va obtenir el permís posteriorment. Després d'escoltar una emissió de l'obra, Sibelius li va escriure: "Vaig escoltar la nova Simfonia del Dr. Ralph Vaughan Williams des d'⁣Estocolm sota l'excel·lent lideratge de Malcolm Sargent ... Aquesta simfonia és una obra meravellosa... la dedicació em va fer sentir orgullós i agraït. . . Em pregunto si el doctor Williams té alguna idea del plaer que m'ha donat?"

## Composició
La simfonia està escrita per a dues flautes (una doblant amb flautí), oboè, corn anglès, dos clarinets, dos fagots, dues trompes franceses, dues trompetes, tres trombons, timbals i cordes. Aquesta és una orquestra més petita que la que va utilitzar Vaughan Williams en les seves quatre simfonies anteriors, amb només dues trompes, sense tuba, sense arpes i sense percussió excepte timbals. La simfonia té la forma habitual de quatre moviments. El compositor va proporcionar marques de metrònom per als quatre moviments, però són àmpliament considerats com a dubtosos: el compositor no les va observar quan va dirigir l'obra, i va expressar l'aprovació dels tempi de Boult, que eren similars als seus. El seu assistent musical Roy Douglas ha suggerit que Vaughan Williams simplement va calcular malament perquè no posseïa un metrònom.
A més de les al·lusions a Pilgrim's Progress, la partitura té ressons de la melodia de l'himne de Vaughan Williams "Sine nomine", al segon tema del primer moviment i al final del quart moviment.

### I:Preludio
El primer moviment, en l'anàlisi de Frank Howes (1954), es pot veure com "una forma ternària elaborada amb coda" o "una exposició de dos grans grups de temes reeixits sense desenvolupament per una recapitulació condensada". Aquest moviment deu alguna cosa a la forma sonata, però no mostra totes les seves característiques; el segon tema deriva del primer. El moviment s'obre amb un pedal do al baix, contestat per una crida de trompa que descriu un acord de re major en un ritme de punts, que implica un re mixolidià.
Els violins utilitzen les notes de l'⁣escala pentatònica, fent que la clau sigui ambigua. Wilfrid Mellers creu que per això Vaughan Williams va presentar el moviment com un Preludio, "que suggereix un estat emergent". El motiu de la crida de la trompa fluctua de major a menor, perfilant l'ambigüitat tonal, movent-se entre els modes mixolidi i dòric, que esdevé una característica del moviment. El pedal do del baix es converteix en la tònica quan la tecla canvia als modes eòlic o dòric. A continuació, la modalitat passa a mi, amb una nova melodia als violins, que, tot i que no inclou una setena aguda, perfila el mi major. El baix, ara tocat en pizzicato, suporta la melodia tant melòdicament com harmònicament i la textura incorpora suspensions i notes de pas, fent l'harmonia més rica. Una baixada sobtada d'un semitò, una idea utilitzada anteriorment per Vaughan Williams a les obres Fantasia sobre un tema de Thomas Tallis i el ballet mascarada Job, marca un canvi clau a tres bemolls i també a la secció de desenvolupament.
El tempo s'accelera cap a allegro per al desenvolupament. Les cordes s'utilitzen per imitar el vent de la natura, en una línia semblant a la de Sibelius. Això està marcat pel metall i el vent-fusta amb la caiguda del motiu de semitò, que es fa més gran progressivament fins a una segona major i després una tercera menor. Aquesta secció és un cànon⁣; la polifonia de la qual Mellers creu que mostra l'atzar de la natura. La tonalitat canvia de mitjanes cap avall, fins que arriba a re menor, quan les cordes imiten de nou Sibelius, aquesta vegada utilitzant efectes de tremolo.
Per a la recapitulació el tempo s'alenteix i la dinàmica es redueix. Es reintrodueix el pedal do, però aquesta vegada d'una manera més melòdica. Hi ha més desenvolupament en la recapitulació. El moviment acaba de manera semblant a l'obertura, amb la crida de la trompa, però s'utilitza l'armadura de dos bemolls en lloc d'un sostingut. Les bases baixen a do via sol♭, deixant encara en qüestió la tonalitat del moviment.
Arnold Whittall argumenta que "Respecte a re major, el Preludio podria considerar-se com un cas clar de 'Schwebende Tonalität' schönbergiana ('tonalitat fluctuant: suspesa, encara no decidida')", encara que Vaughan Williams va afirmar que la música de Schönberg no significava res per a ell.

### II:Scherzo
Vaughan Williams utilitza el ritme en l'Scherzo per transmetre diferents efectes. El focus del moviment se centra en el ritme més que en la tonalitat ambigua del Preludio. Lionel Pike comenta que "de vegades sembla més un contrapunt de ritmes que de tonalitats". El moviment comença amb tres punts de blanca en un temps ràpid de 3/4 (mínim de punts = 120), i després mínims de quatre compassos, que creen hemiòlies i després negres. Això dona la il·lusió que la música s'està accelerant i, per tant, el pols no s'instal·la. Quan comença la línia melòdica, la música es divideix en cinc frases de compassos. S'estableix una sensació d'estabilitat quan el tema és repetit per la viola i el contrabaix en frases estables de dos compassos. Tanmateix, els violins entren amb un fraseig que no s'ajusta a cap dels dos patrons, afegint així més confusió. Mitjançant aquest fraseig rítmic, es diferencien rítmicament, així com tonalment, la línia dòrica tocada als violins i la línia eòlica del vent-fusta. La confusió rítmica s'atura quan el vent i les cordes s'alternen cap avall en sentit antifonal.

### III:Romanza
A la partitura del manuscrit, Vaughan Williams va encapçalar aquest moviment amb paraules extretes de Bunyan:
 Upon that place there stood a cross

 And a little below a sepulchre … Then he said

 "He hath given me rest by his sorrow and

 Life by his death"
La tercera i la quarta línies van ser cantades posteriorment a l'òpera per Pilgrim. La inscripció es va ometre de la partitura publicada d'acord amb el desig del compositor que la simfonia fos considerada com a música absoluta. El moviment es pot considerar el nucli espiritual de l'obra: Frank Howes l'anomena "el cor de la simfonia" i David Cox l'anomena "una meditació profunda sobre els tres elements musicals principals presentats al principi". No és clar per què el compositor l'anomenava "Romanza". Howes comenta que amb la seva naturalesa espiritual i meditativa no hi ha res de "romàntic" en aquest moviment; Michael Kennedy observa que amb Vaughan Williams el terme "sempre és un senyal que la música tenia un significat especial per a ell".

El solo del corn anglès d'obertura es pren pràcticament sense canvis.
Els quarts creixents tornen a aparèixer com a passatges de connexió.

### IV:Passacaglia
Tot i que aquest moviment comença amb la línia de baix repetitiva característica de la forma de <i>passacaglia</i>, Vaughan Williams finalment l'abandona. La melodia primària triomfal de la passacaglia s'utilitza com a diàleg del pelegrí amb l'intèrpret a la segona meitat de l'escena "La casa bella", mentre que el motiu de la fanfàrria recorda "L'armament del pelegrí" a l'acte II, escena 1. D'aquesta manera s'inicia un retorn dels temes del primer moviment de la simfonia, que es resolen en una tranquil·la comitiva interpretada primer pel vent-fusta i després per les cordes superiors.

## Estrenes i publicacions
La Cinquena Simfonia es va estrenar el 24 de juny de 1943 en un concert de The Proms al Royal Albert Hall de Londres, per la London Philharmonic Orchestra dirigida pel compositor. Sir Henry Wood, el fundador i figura que presidia els Proms, va ser originalment pensat per dirigir l'actuació, però no estava prou bé i es va convèncer el compositor per prendre la batuta. L'estrena americana es va fer al Carnegie Hall el 30 de novembre de 1944 per la Filharmònica de Nova York sota la direcció d'Artur Rodziński.
La partitura de la simfonia va ser publicada per l'Oxford University Press (OUP) el 1946. Vaughan Williams va revisar lleugerament la partitura el 1951, però aquesta revisió no es va publicar durant la seva vida. Va ser publicat el 1961, regravat amb correccions el 1969, i el 2008 OUP va publicar una nova edició, editada per Peter Horton, per commemorar el 50è aniversari de la mort del compositor.

## Recepció
En una enquesta de les nou simfonies de Vaughan Williams, Elliott Schwartz escriu:
Hubert Foss comenta que l'apreciació pública de la simfonia "va ser més immediata que potser la de qualsevol altra obra individual del compositor".
La resposta dels crítics musicals va ser generalment entusiasta. El crític anònim de The Times va escriure que la simfonia "pertany a aquest petit cos de música que, fora del difunt Beethoven, es pot descriure correctament com a transcendental... no només és música de contemplació sinó de benedicció". William Glock, un defensor de la música d'avantguarda, va fer una nota a contracor, que va comentar a The Observer que la simfonia era "com l'obra d'un poeta distingit que no té res molt nou a dir, però ho diu amb un llenguatge exquisidament fluid". Neville Cardus va escriure: "La Cinquena Simfonia conté la música més benedictòria i consoladora del nostre temps". Quan va sortir el primer enregistrament l'any 1944 (vegeu més avall), The Observer va ser més acollidor que Glock l'any anterior, dient que la Cinquena era a la Quarta Simfonia com The Tempest és al Rei Lear ... un ideal de bellesa."
Després de la seva estrena en un concert dels Prom el juny de 1943, la simfonia es va oferir en cadascuna de les quatre temporades següents, dirigida per Boult (1944 i 1947) i Basil Cameron (1945 i 1946). Disset actuacions més es van fer en les temporades posteriors dels Prom entre 1949 i 2012.  El 1994 el compositor Anthony Payne va escriure sobre la simfonia:

## Enregistraments
La simfonia es va gravar per primera vegada un any després de l'estrena, sota els auspicis del British Council. Més d'una trentena d'enregistraments s'han editat posteriorment.
| Conductor              | Orchestra                                           | Venue                                                    | Date                 | Label and no.          |
| ---------------------- | --------------------------------------------------- | -------------------------------------------------------- | -------------------- | ---------------------- |
| Ralph Vaughan Williams | London Philharmonic                                 | Royal Albert Hall, London                                | 24 June 1943         | SOMM Ariadne 5019-2    |
| John Barbirolli        | Hallé                                               | Houldsworth Hall, Manchester                             | 17 Feb 1944          | HMV 78s C 3388-3392    |
| Serge Koussevitzky     | Boston Symphony                                     | Sanders Theater, Harvard University                      | 4 Mar 1947           | Guild GHCD 2324        |
| Ralph Vaughan Williams | London Philharmonic                                 | Royal Albert Hall, London                                | 3 Sep 1952           | SOMM CD 071            |
| Sir Adrian Boult       | London Philharmonic                                 | Kingsway Hall, London                                    | 2–4 Dec 1953         | Decca LXT 2910         |
| Sir John Barbirolli    | Philharmonia                                        | Kingsway Hall                                            | 8–9 May 1962         | HMV ASD 508            |
| Sir Adrian Boult       | London Philharmonic                                 | Wembley Town Hall                                        | 1–3 Apr 1969         | HMV ASD 2538           |
| André Previn           | London Symphony Orchestra                           | Kingsway Hall                                            | 25 & 28 May 1971     | RCA SB 6856            |
| Gennady Rozhdestvensky | BBC Symphony Orchestra                              | Royal Festival Hall, London                              | 22 Oct 1980          | Carlton 15656 91252    |
| Sir Alexander Gibson   | Royal Philharmonic                                  | EMI Abbey Road Studios, London                           | 25–26 May 1982       | EMI ASD 143441 1       |
| Vernon Handley         | Royal Liverpool Philharmonic                        | Philharmonic Hall, Liverpool                             | Sep 1986             | EMI CD EMX 9512        |
| Bryden Thomson         | London Symphony                                     | St Jude's Church, Hampstead                              | 7–8 Apr 1987         | Chandos CHAN 8554      |
| Yehudi Menuhin         | Royal Philharmonic                                  | All Saints Church, Tooting                               | 30–31 Dec 1987       | Virgin VC 7 90733-2    |
| André Previn           | Royal Philharmonic                                  | Walthamstow Assembly Hall                                | 6–7 Jul 1988         | Telarc CD 80158        |
| Gennady Rozhdestvensky | USSR State Symphony                                 | Philharmonia Building, Leningrad                         | 30 Oct 1988          | Melodiya CD 10-02170-4 |
| Leonard Slatkin        | Philharmonia                                        | Watford Town Hall                                        | 6–8 Apr 1990         | RCA RD 60556           |
| Sir Neville Marriner   | Academy of Saint Martin in the Fields               | Henry Wood Hall, London                                  | May 1990             | Collins Classics 12022 |
| Andrew Davis           | BBC Symphony                                        | St Augustine's Church, Kilburn                           | Dec 1992             | Teldec 4509-90844-2    |
| Bernard Haitink        | London Philharmonic                                 | Royal Festival Hall                                      | 15 Dec 1994          | LPO-0072               |
| Bernard Haitink        | London Philharmonic                                 | Abbey Road                                               | 17–18 Dec 1994       | EMI 7243 5 55487 2     |
| André Previn           | Orchestra of the Curtis Institute of Music          | Giandomenico Studios, Collingswood, NJ                   | 8–9 Feb 1995         | EMI 55371              |
| Kees Bakels            | Bournemouth Symphony                                | Poole Arts Centre                                        | 7–13 Sep 1996        | Naxos 8 550738         |
| Roger Norrington       | London Philharmonic                                 | Watford Colosseum                                        | 25–27 Nov 1996       | Decca 458 357-2        |
| Richard Hickox         | London Symphony                                     | All Saints, Tooting                                      | 28 Oct 1997          | Chandos CHAN 9666      |
| Walter Hilgers         | Brandenburgischen Staatsorchester, Frankfurt (Oder) | Konzerthalle Carl Philipp Emanuel Bach, Frankfurt (Oder) | 22 Jun & 26 Aug 2005 | Genuin GEN 86064       |
| Robert Spano           | Atlanta Symphony                                    | Woodruff Arts Center, Atlanta                            | 25 Sep–3 Oct 2006    | Telarc CD 80676        |
| Peter Oundjian         | Toronto Symphony                                    | Roy Thomson Hall, Toronto                                | Nov 2008             | TSO Live 0311          |
| Martin Yates           | Bournemouth Symphony                                | Lighthouse, Poole                                        | 1 Jul 2011           | Dutton Epoch CDLX 7286 |
| Leon Botstein          | American Symphony                                   | Fisher Center, Annandale-on-Hudson                       | 21 Aug 2011          | ASO download 203       |
| Sir Mark Elder         | Hallé                                               | Bridgewater Hall, Manchester                             | 9 Nov 2011           | Hallé CD HLL 7533      |
| Carlos Kalmar          | Oregon Symphony                                     | Schnitzer Hall, Portland, Oregon                         | 18–19 Feb 2012       | PentaTone PTC 5186 471 |
| Douglas Boyd           | Musikkollegium Winterthur                           | Stadthaus, Winterthur                                    | 21–25 Feb 2012       | Sony 8 87254 23112 7   |
| Douglas Bostock        | Argovia Philharmonic                                | Kultur & Kongresshaus, Aarau                             | 3–5 Nov 2013         | Coviello COV 91515     |
| Andrew Manze           | Royal Liverpool Philharmonic                        | Philharmonic Hall, Liverpool                             | 21–23 Apr 2017       | Onyx 4184              |